# Церква святого архистратига Михаїла (Вікторівка)
Церква святого архистратига Михаїла у Вікторівці — парафія і храм греко-католицької громади Кам'янець-Подільського деканату Кам'янець-Подільської єпархії Української греко-католицької церкви в селі Вікторівка Хмельницької области.

## Історія церкви
У 2004 році в селі було утворено парафію УГКЦ. 22 грудня 2004 року єпископ-помічник Тернопільсько-Зборівської єпархії Василій Семенюк освятив тимчасову капличку в житловому будинку, а також заклав наріжний камінь під будівництво нового храму.
Нову церкву у Вікторівці освятив владика Михаїл Сабрига разом із численним духовенством УГКЦ.
Значну допомогу в будівництві храму надав митрополит Василій Семенюк, який збирав кошти як в Україні, так і в діаспорі. Серед інших щедрих жертводавців були німецькі організації «Церква в потребі» та «Реновабіс», Ольга Ганкевич, а також місцева родина Валентина та Надії Хоптянів.
Від самого заснування парафії її підтримують брати-семінаристи Тернопільської вищої духовної семінарії імені патріарха Йосифа Сліпого. Вони проводять літню катехизацію, організовують для парафіян «Вертеп», «Маланку», вистави та навчають колядок.
При церкві діють спільнота «Матері в молитві», Марійська та Вівтарна дружини. Парафіяни регулярно відвідують Марійський духовний центр у Зарваниці.
У 2013 році родина Хоптянів доклала багато зусиль і коштів, щоб облаштувати подвір'я храму: виклали бруківку, збудували арку, встановили лавки та ковану браму.
Парафія володіє земельною ділянкою площею 0,1 гектара.

## Парохи
- о. Василь Демчишин (з 2004).